# Bosone da Gubbio
Bosone da Gubbio, conosciuto anche come Bosone dei Raffaelli (fl. XIII secolo), è stato un politico e scrittore italiano.
Le notizie storiche su questo personaggio sono frammentarie. Sembra che, bandito da Gubbio, abbia intrapreso una carriera politica in varie città del centro Italia, tra le quali Arezzo e Viterbo (di cui fu potestà), Pisa (di cui fu capitano del popolo), e Roma, dove fu senatore.
Fu un letterato amico di Dante Alighieri, e scrisse un capitolo di commento alla Divina Commedia, e un romanzo in volgare, L'Aventuroso Ciciliano.
Tuttavia, c'è confusione nelle fonti tra due eugubini, Bosone e Bosone Novello; al primo sarebbero da attribuire le attività letterarie, e al secondo quelle politiche.